# 2017–2018-as női EHF-bajnokok ligája (középdöntő)
Ez a cikk ismerteti a 2017–2018-as női EHF-bajnokok ligája középdöntőcsoportjainak az eredményeit.

## Lebonyolítás
A csoportkörből továbbjutott csapatokat a középdöntőben két csoportba sorolták. Az A és B csoportból az 1-es középdöntőcsoportba, a C és D csoportból pedig a 2-es középdöntőcsoportba kerültek a csapatok. A középdöntőcsoportokon belül oda-vissza vágós rendszerű körmérkőzést játszanak a csapatok, de az azonos csoportból érkezők nem, nekik a csoportmérkőzések eredményei számítanak a tabellába. A csoportok első négy helyen végző csapatai jutnak tovább a negyeddöntőbe.
Egy elért győzelemért 2 pont jár, egy döntetlenért 1, egy vereségért pedig 0. Azonos pontszám esetén az alábbiak szerint döntik el a sorrendet:
1. Egymás elleni mérkőzéseken szerzett több pont,
2. Egymás elleni mérkőzések alapján számolt gólkülönbség,
3. Egymás elleni mérkőzéseken lőtt több gól,
4. A csoport összes meccse alapján számolt gólkülönbség,
5. A csoportban lőtt gólok száma,
6. Sorsolás.

## Középdöntőcsoportok

### 1-es középdöntőcsoport
| #  | Csapat            | M  | Gy | D | V | G+  | G–  | Gk  | P  |
| -- | ----------------- | -- | -- | - | - | --- | --- | --- | -- |
| 1. | Győri Audi ETO KC | 10 | 8  | 0 | 2 | 281 | 231 | +50 | 16 |
| 2. | Rosztov-Don       | 10 | 7  | 1 | 2 | 266 | 232 | +34 | 15 |
| 3. | CSM București     | 10 | 6  | 1 | 3 | 282 | 246 | +36 | 13 |
| 4. | FC Midtjylland    | 10 | 2  | 2 | 6 | 226 | 251 | –25 | 6  |
| 5. | Nykøbing Falster  | 10 | 2  | 1 | 7 | 240 | 284 | –44 | 5  |
| 6. | Krim              | 10 | 2  | 1 | 7 | 243 | 294 | –51 | 5  |

| 2018. január 26. 19:30 | CSM București | 28–22       | Győri Audi ETO KC | Polyvalent Hall, Bukarest Nézőszám: 5000 Játékvezetők: Caçador, Nicolau (POR) |
| 2018. január 26. 19:30 | Kurtović 8    | (13–11)     | Mørk 8            | Polyvalent Hall, Bukarest Nézőszám: 5000 Játékvezetők: Caçador, Nicolau (POR) |
| 2018. január 26. 19:30 | 1× 2×         | Jegyzőkönyv | 1× 2×             | Polyvalent Hall, Bukarest Nézőszám: 5000 Játékvezetők: Caçador, Nicolau (POR) |

| 2018. január 28. 15:20 | Nykøbing Falster | 25–29       | Rosztov-Don     | Næstved Arena, Næstved Nézőszám: 2325 Játékvezetők: Erdoğan, Özdeniz (TUR) |
| 2018. január 28. 15:20 | Westberg 6       | (13–15)     | három játékos 5 | Næstved Arena, Næstved Nézőszám: 2325 Játékvezetők: Erdoğan, Özdeniz (TUR) |
| 2018. január 28. 15:20 | 2× 2×            | Jegyzőkönyv | 3× 3×           | Næstved Arena, Næstved Nézőszám: 2325 Játékvezetők: Erdoğan, Özdeniz (TUR) |

| 2018. január 18. 17:00 | Krim               | 24–23       | FC Midtjylland | Arena Stožice, Ljubljana Nézőszám: 1700 Játékvezetők: Brehmer, Skowronek (POL) |
| 2018. január 18. 17:00 | Omoregie, Stanko 6 | (11–11)     | Kristiansen 8  | Arena Stožice, Ljubljana Nézőszám: 1700 Játékvezetők: Brehmer, Skowronek (POL) |
| 2018. január 18. 17:00 | 3× 4×              | Jegyzőkönyv | 2× 4×          | Arena Stožice, Ljubljana Nézőszám: 1700 Játékvezetők: Brehmer, Skowronek (POL) |

| 2018. február 3. 14:00 | Rosztov-Don | 29–22       | Krim       | Palace of Sport " Rostov Don", Rosztov-na-Donu Nézőszám: 1950 Játékvezetők: Vranes, Wenninger (AUT) |
| 2018. február 3. 14:00 | Dembélé 8   | (13–10)     | Omoregie 8 | Palace of Sport " Rostov Don", Rosztov-na-Donu Nézőszám: 1950 Játékvezetők: Vranes, Wenninger (AUT) |
| 2018. február 3. 14:00 | 5× 3×       | Jegyzőkönyv | 4× 3×      | Palace of Sport " Rostov Don", Rosztov-na-Donu Nézőszám: 1950 Játékvezetők: Vranes, Wenninger (AUT) |

| 2018. február 4. 15:00 | FC Midtjylland | 26–31       | CSM București | Ikast-Brande Arena, Ikast Nézőszám: 2580 Játékvezetők: Mitrović, Kazanegra (MNE) |
| 2018. február 4. 15:00 | Pedersen 6     | (13–16)     | Neagu 10      | Ikast-Brande Arena, Ikast Nézőszám: 2580 Játékvezetők: Mitrović, Kazanegra (MNE) |
| 2018. február 4. 15:00 | 5× 3×          | Jegyzőkönyv | 5× 2×         | Ikast-Brande Arena, Ikast Nézőszám: 2580 Játékvezetők: Mitrović, Kazanegra (MNE) |

| 2018. február 5. 19:00 | Győri Audi ETO KC | 32–23       | Nykøbing Falster | Audi Aréna, Győr Nézőszám: 5116 Játékvezetők: Nikolić, Stojković (SRB) |
| 2018. február 5. 19:00 | Groot, Mørk 8     | (14–9)      | Westberg 6       | Audi Aréna, Győr Nézőszám: 5116 Játékvezetők: Nikolić, Stojković (SRB) |
| 2018. február 5. 19:00 | 2× 3×             | Jegyzőkönyv | 1× 3×            | Audi Aréna, Győr Nézőszám: 5116 Játékvezetők: Nikolić, Stojković (SRB) |

| 2018. február 10. 19:00 | Krim     | 21–32       | Győri Audi ETO KC | Arena Stožice, Ljubljana Nézőszám: 1680 Játékvezetők: Gasmi, Gasmi (FRA) |
| 2018. február 10. 19:00 | Stanko 5 | (12–15)     | Tomori 6          | Arena Stožice, Ljubljana Nézőszám: 1680 Játékvezetők: Gasmi, Gasmi (FRA) |
| 2018. február 10. 19:00 | 2× 3×    | Jegyzőkönyv | 4× 4×             | Arena Stožice, Ljubljana Nézőszám: 1680 Játékvezetők: Gasmi, Gasmi (FRA) |

| 2018. február 11. 16:50 | Nykøbing Falster | 21–21       | FC Midtjylland | Næstved Arena, Næstved Nézőszám: 2560 Játékvezetők: Schulze, Tönnies (GER) |
| 2018. február 11. 16:50 | Iversen 5        | (11–10)     | Burgaard 8     | Næstved Arena, Næstved Nézőszám: 2560 Játékvezetők: Schulze, Tönnies (GER) |
| 2018. február 11. 16:50 | 5× 4×            | Jegyzőkönyv | 5× 1×          | Næstved Arena, Næstved Nézőszám: 2560 Játékvezetők: Schulze, Tönnies (GER) |

| 2018. február 11. 17:00 | CSM București     | 22–22       | Rosztov-Don | Polyvalent Hall, Bukarest Nézőszám: 5000 Játékvezetők: Bonaventura, Bonaventura (FRA) |
| 2018. február 11. 17:00 | Neagu, Kurtović 5 | (11–12)     | Vjahireva 4 | Polyvalent Hall, Bukarest Nézőszám: 5000 Játékvezetők: Bonaventura, Bonaventura (FRA) |
| 2018. február 11. 17:00 | 2× 2×             | Jegyzőkönyv | 4× 2× 1×    | Polyvalent Hall, Bukarest Nézőszám: 5000 Játékvezetők: Bonaventura, Bonaventura (FRA) |

| 2018. február 24. 14:00 | Rosztov-Don | 32–22       | Nykøbing Falster | Palace of Sport " Rostov Don", Rosztov-na-Donu Nézőszám: 3000 Játékvezetők: Ilieva, Karbeska (MKD) |
| 2018. február 24. 14:00 | Vjahireva 8 | (14–13)     | C. Kristiansen 7 | Palace of Sport " Rostov Don", Rosztov-na-Donu Nézőszám: 3000 Játékvezetők: Ilieva, Karbeska (MKD) |
| 2018. február 24. 14:00 | 3×          | Jegyzőkönyv | 2× 2×            | Palace of Sport " Rostov Don", Rosztov-na-Donu Nézőszám: 3000 Játékvezetők: Ilieva, Karbeska (MKD) |

| 2018. február 25. 15:00 | FC Midtjylland | 24–24       | Krim       | Ikast-Brande Arena, Ikast Nézőszám: 1541 Játékvezetők: Christidi, Papamattheou (GRE) |
| 2018. február 25. 15:00 | Augustesen 7   | (12–13)     | Omoregie 7 | Ikast-Brande Arena, Ikast Nézőszám: 1541 Játékvezetők: Christidi, Papamattheou (GRE) |
| 2018. február 25. 15:00 | 2× 4×          | Jegyzőkönyv | 2× 3×      | Ikast-Brande Arena, Ikast Nézőszám: 1541 Játékvezetők: Christidi, Papamattheou (GRE) |

| 2018. február 26. 19:00 | Győri Audi ETO KC | 28–24       | CSM București    | Audi Aréna, Győr Nézőszám: 5409 Játékvezetők: Mandák, Rudinský (SVK) |
| 2018. február 26. 19:00 | Görbicz 10        | (13–11)     | Neagu, Gulldén 6 | Audi Aréna, Győr Nézőszám: 5409 Játékvezetők: Mandák, Rudinský (SVK) |
| 2018. február 26. 19:00 | 4× 3×             | Jegyzőkönyv | 2× 2×            | Audi Aréna, Győr Nézőszám: 5409 Játékvezetők: Mandák, Rudinský (SVK) |

| 2018. március 3. 13:30 | Nykøbing Falster | 24–32       | Győri Audi ETO KC | Næstved Arena, Næstved Nézőszám: 2375 Játékvezetők: Álvarez, López (ESP) |
| 2018. március 3. 13:30 | J. Westberg 7    | (10–17)     | Groot 7           | Næstved Arena, Næstved Nézőszám: 2375 Játékvezetők: Álvarez, López (ESP) |
| 2018. március 3. 13:30 | 3× 3×            | Jegyzőkönyv | 3× 3×             | Næstved Arena, Næstved Nézőszám: 2375 Játékvezetők: Álvarez, López (ESP) |

| 2018. március 3. 19:30 | Krim     | 26–35       | Rosztov-Don | Arena Stožice, Ljubljana Nézőszám: 1400 Játékvezetők: Antić, Jakovljević (SRB) |
| 2018. március 3. 19:30 | Stanko 6 | (12–21)     | Dembélé 7   | Arena Stožice, Ljubljana Nézőszám: 1400 Játékvezetők: Antić, Jakovljević (SRB) |
| 2018. március 3. 19:30 | 1× 2×    | Jegyzőkönyv | 3× 2×       | Arena Stožice, Ljubljana Nézőszám: 1400 Játékvezetők: Antić, Jakovljević (SRB) |

| 2018. március 4. 17:30 | CSM București     | 29–24       | FC Midtjylland | Polyvalent Hall, Bukarest Nézőszám: 5000 Játékvezetők: Panayides, Andreou (CYP) |
| 2018. március 4. 17:30 | Neagu, Kurtović 6 | (13–12)     | Kristiansen 6  | Polyvalent Hall, Bukarest Nézőszám: 5000 Játékvezetők: Panayides, Andreou (CYP) |
| 2018. március 4. 17:30 | 2×                | Jegyzőkönyv | 3× 4×          | Polyvalent Hall, Bukarest Nézőszám: 5000 Játékvezetők: Panayides, Andreou (CYP) |

| 2018. március 10. 14:00 | Rosztov-Don           | 25–24       | CSM București | Palace of Sport " Rostov Don", Rosztov-na-Donu Nézőszám: 2900 Játékvezetők: Brehmer, Skowronek (POL) |
| 2018. március 10. 14:00 | Dembélé, Manaharova 4 | (9–12)      | Neagu 6       | Palace of Sport " Rostov Don", Rosztov-na-Donu Nézőszám: 2900 Játékvezetők: Brehmer, Skowronek (POL) |
| 2018. március 10. 14:00 | 3× 4× 1×              | Jegyzőkönyv | 2× 3×         | Palace of Sport " Rostov Don", Rosztov-na-Donu Nézőszám: 2900 Játékvezetők: Brehmer, Skowronek (POL) |

| 2018. március 10. 17:30 | Győri Audi ETO KC | 34–25       | Krim    | Audi Aréna, Győr Nézőszám: 5172 Játékvezetők: Mitrevski, Todorovski (MKD) |
| 2018. március 10. 17:30 | Oftedal 11        | (17–12)     | Koren 9 | Audi Aréna, Győr Nézőszám: 5172 Játékvezetők: Mitrevski, Todorovski (MKD) |
| 2018. március 10. 17:30 | 4× 4× 1×          | Jegyzőkönyv | 4× 3×   | Audi Aréna, Győr Nézőszám: 5172 Játékvezetők: Mitrevski, Todorovski (MKD) |

| 2018. március 10. 19:00 | FC Midtjylland | 24–20       | Nykøbing Falster | Ikast-Brande Arena, Ikast Nézőszám: 2254 Játékvezetők: Freitas, Carvalho (POR) |
| 2018. március 10. 19:00 | Burgaard 7     | (10–9)      | Westberg 8       | Ikast-Brande Arena, Ikast Nézőszám: 2254 Játékvezetők: Freitas, Carvalho (POR) |
| 2018. március 10. 19:00 | 1× 4×          | Jegyzőkönyv | 4× 2×            | Ikast-Brande Arena, Ikast Nézőszám: 2254 Játékvezetők: Freitas, Carvalho (POR) |

### 2-es középdöntőcsoport
| #  | Csapat                  | M  | Gy | D | V | G+  | G–  | Gk  | P  |
| -- | ----------------------- | -- | -- | - | - | --- | --- | --- | -- |
| 1. | Vardar                  | 10 | 9  | 0 | 1 | 301 | 245 | +56 | 18 |
| 2. | Metz Handball           | 10 | 7  | 0 | 3 | 269 | 256 | +13 | 14 |
| 3. | FTC-Rail Cargo Hungaria | 10 | 6  | 0 | 4 | 282 | 265 | +17 | 12 |
| 4. | Budućnost Podgorica     | 10 | 4  | 0 | 6 | 251 | 260 | –9  | 8  |
| 5. | Thüringer HC            | 10 | 2  | 0 | 8 | 257 | 282 | –25 | 4  |
| 6. | SG BBM Bietigheim       | 10 | 2  | 0 | 8 | 242 | 294 | –52 | 4  |

| 2017. január 27. 14:00 | Thüringer HC | 28–26       | SG BBM Bietigheim | Wiedigsburghalle, Nordhausen Nézőszám: 1400 Játékvezetők: Kurtagic, Wetterwik (SWE) |
| 2017. január 27. 14:00 | Luzumová 10  | (12–8)      | Malestein 6       | Wiedigsburghalle, Nordhausen Nézőszám: 1400 Játékvezetők: Kurtagic, Wetterwik (SWE) |
| 2017. január 27. 14:00 | 6× 4× 1×     | Jegyzőkönyv | 8× 4×             | Wiedigsburghalle, Nordhausen Nézőszám: 1400 Játékvezetők: Kurtagic, Wetterwik (SWE) |

| 2017. január 27. 17:30 | Vardar   | 29–23       | Metz Handball | Jane Sandanski Arena, Szkopje Nézőszám: 3800 Játékvezetők: Tzaferopoulos, Bethmann (GRE) |
| 2017. január 27. 17:30 | Cvijić 7 | (15–9)      | Sajka 6       | Jane Sandanski Arena, Szkopje Nézőszám: 3800 Játékvezetők: Tzaferopoulos, Bethmann (GRE) |
| 2017. január 27. 17:30 | 2× 3×    | Jegyzőkönyv | 3× 3×         | Jane Sandanski Arena, Szkopje Nézőszám: 3800 Játékvezetők: Tzaferopoulos, Bethmann (GRE) |

| 2017. január 28. 15:00 | FTC-Rail Cargo Hungaria | 34–26       | Budućnost Podgorica | OBO Aréna, Dabas Nézőszám: 2400 Játékvezetők: Brkic, Jusufhodzic (AUT) |
| 2017. január 28. 15:00 | van der Heijden 7       | (19–18)     | Grbić 5             | OBO Aréna, Dabas Nézőszám: 2400 Játékvezetők: Brkic, Jusufhodzic (AUT) |
| 2017. január 28. 15:00 | 3× 2×                   | Jegyzőkönyv | 3× 3×               | OBO Aréna, Dabas Nézőszám: 2400 Játékvezetők: Brkic, Jusufhodzic (AUT) |

| 2018. február 3. 19:00 | Budućnost Podgorica | 29–21       | Thüringer HC | Morača Sports Center, Podgorica Nézőszám: 1750 Játékvezetők: Baranowsky, Lemanowicz (POL) |
| 2018. február 3. 19:00 | Malović 7           | (15–12)     | Luzumová 8   | Morača Sports Center, Podgorica Nézőszám: 1750 Játékvezetők: Baranowsky, Lemanowicz (POL) |
| 2018. február 3. 19:00 | 1× 3×               | Jegyzőkönyv | 3× 4×        | Morača Sports Center, Podgorica Nézőszám: 1750 Játékvezetők: Baranowsky, Lemanowicz (POL) |

| 2018. február 4. 17:00 | SG BBM Bietigheim      | 26–38       | Vardar    | Arena Ludwigsburg, Ludwigsburg Nézőszám: 1581 Játékvezetők: Alpaidze, Berezkina (RUS) |
| 2018. február 4. 17:00 | Lauenroth, Rozemalen 7 | (14–16)     | Penezić 8 | Arena Ludwigsburg, Ludwigsburg Nézőszám: 1581 Játékvezetők: Alpaidze, Berezkina (RUS) |
| 2018. február 4. 17:00 | 1× 3×                  | Jegyzőkönyv | 2× 1×     | Arena Ludwigsburg, Ludwigsburg Nézőszám: 1581 Játékvezetők: Alpaidze, Berezkina (RUS) |

| 2018. február 4. 17:00 | Metz Handball | 27–25       | FTC-Rail Cargo Hungaria | Arènes de Metz, Metz Nézőszám: 4500 Játékvezetők: Arntsen, Røen (NOR) |
| 2018. február 4. 17:00 | Gros 10       | (13–10)     | Lukács 7                | Arènes de Metz, Metz Nézőszám: 4500 Játékvezetők: Arntsen, Røen (NOR) |
| 2018. február 4. 17:00 | 3× 2×         | Jegyzőkönyv | 3× 4×                   | Arènes de Metz, Metz Nézőszám: 4500 Játékvezetők: Arntsen, Røen (NOR) |

| 2018. február 10. 15:00 | Vardar    | 31–24       | Budućnost Podgorica | Jane Sandanski Arena, Szkopje Nézőszám: 3000 Játékvezetők: Kijauskaite, Žalienė (LTU) |
| 2018. február 10. 15:00 | Penezić 8 | (19–8)      | Brnović 6           | Jane Sandanski Arena, Szkopje Nézőszám: 3000 Játékvezetők: Kijauskaite, Žalienė (LTU) |
| 2018. február 10. 15:00 | 4× 3×     | Jegyzőkönyv | 7× 3×               | Jane Sandanski Arena, Szkopje Nézőszám: 3000 Játékvezetők: Kijauskaite, Žalienė (LTU) |

| 2018. február 10. 16:30 | FTC-Rail Cargo Hungaria | 31–22       | SG BBM Bietigheim | OBO Aréna, Dabas Nézőszám: 2400 Játékvezetők: Panayides, Andreou (CYP) |
| 2018. február 10. 16:30 | van der Heijden 5       | (14–8)      | Lauenroth 8       | OBO Aréna, Dabas Nézőszám: 2400 Játékvezetők: Panayides, Andreou (CYP) |
| 2018. február 10. 16:30 | 2× 3×                   | Jegyzőkönyv | 3× 3×             | OBO Aréna, Dabas Nézőszám: 2400 Játékvezetők: Panayides, Andreou (CYP) |

| 2018. február 11. 14:00 | Thüringer HC | 29–31       | Metz Handball | Wiedigsburghalle, Nordhausen Nézőszám: 1500 Játékvezetők: Dahl, Madsen (DEN) |
| 2018. február 11. 14:00 | Luzumová 12  | (14–15)     | Smits 10      | Wiedigsburghalle, Nordhausen Nézőszám: 1500 Játékvezetők: Dahl, Madsen (DEN) |
| 2018. február 11. 14:00 | 2× 2×        | Jegyzőkönyv | 4× 3×         | Wiedigsburghalle, Nordhausen Nézőszám: 1500 Játékvezetők: Dahl, Madsen (DEN) |

| 2018. február 24. 19:30 | Budućnost Podgorica | 23–24       | FTC-Rail Cargo Hungaria | Morača Sports Center, Podgorica Nézőszám: 2100 Játékvezetők: Zotin, Volodkov (RUS) |
| 2018. február 24. 19:30 | Raičević 8          | (12–12)     | három játékos 4         | Morača Sports Center, Podgorica Nézőszám: 2100 Játékvezetők: Zotin, Volodkov (RUS) |
| 2018. február 24. 19:30 | 1× 3×               | Jegyzőkönyv | 4× 4×                   | Morača Sports Center, Podgorica Nézőszám: 2100 Játékvezetők: Zotin, Volodkov (RUS) |

| 2018. február 25. 15:00 | Metz Handball | 24–22       | Vardar  | Arènes de Metz, Metz Nézőszám: 4500 Játékvezetők: Leszczynski, Piechota (POL) |
| 2018. február 25. 15:00 | Zaadi 8       | (10–10)     | Lekić 5 | Arènes de Metz, Metz Nézőszám: 4500 Játékvezetők: Leszczynski, Piechota (POL) |
| 2018. február 25. 15:00 | 2× 3×         | Jegyzőkönyv | 4× 3×   | Arènes de Metz, Metz Nézőszám: 4500 Játékvezetők: Leszczynski, Piechota (POL) |

| 2018. február 25. 17:00 | SG BBM Bietigheim | 21–34       | Thüringer HC | Arena Ludwigsburg, Ludwigsburg Nézőszám: 1187 Játékvezetők: Bennani, Bennani (SWE) |
| 2018. február 25. 17:00 | Lauenroth 5       | (13–17)     | Luzumová 10  | Arena Ludwigsburg, Ludwigsburg Nézőszám: 1187 Játékvezetők: Bennani, Bennani (SWE) |
| 2018. február 25. 17:00 | 2× 3×             | Jegyzőkönyv | 3× 2×        | Arena Ludwigsburg, Ludwigsburg Nézőszám: 1187 Játékvezetők: Bennani, Bennani (SWE) |

| 2018. március 2. 19:00 | Vardar  | 30–22       | SG BBM Bietigheim | Jane Sandanski Arena, Szkopje Nézőszám: 2500 Játékvezetők: Vranes, Wenninger (AUT) |
| 2018. március 2. 19:00 | Lekić 8 | (13–8)      | három játékos 4   | Jane Sandanski Arena, Szkopje Nézőszám: 2500 Játékvezetők: Vranes, Wenninger (AUT) |
| 2018. március 2. 19:00 | 2× 1×   | Jegyzőkönyv | 5× 4×             | Jane Sandanski Arena, Szkopje Nézőszám: 2500 Játékvezetők: Vranes, Wenninger (AUT) |

| 2018. március 3. 15:00 | FTC-Rail Cargo Hungaria | 29–27       | Metz Handball   | OBO Aréna, Dabas Nézőszám: 2498 Játékvezetők: Lah, Sok (SLO) |
| 2018. március 3. 15:00 | három játékos 6         | (13–9)      | három játékos 5 | OBO Aréna, Dabas Nézőszám: 2498 Játékvezetők: Lah, Sok (SLO) |
| 2018. március 3. 15:00 | 6× 3× 1×                | Jegyzőkönyv | 2× 2×           | OBO Aréna, Dabas Nézőszám: 2498 Játékvezetők: Lah, Sok (SLO) |

| 2018. március 4. 14:00 | Thüringer HC   | 24–25       | Budućnost Podgorica | Wiedigsburghalle, Nordhausen Nézőszám: 1500 Játékvezetők: Brunovský, Čanda (SVK) |
| 2018. március 4. 14:00 | Niederwieser 7 | (11–12)     | Jauković 7          | Wiedigsburghalle, Nordhausen Nézőszám: 1500 Játékvezetők: Brunovský, Čanda (SVK) |
| 2018. március 4. 14:00 | 2× 2×          | Jegyzőkönyv | 4× 3×               | Wiedigsburghalle, Nordhausen Nézőszám: 1500 Játékvezetők: Brunovský, Čanda (SVK) |

| 2018. március 10. 19:30 | Budućnost Podgorica | 25–30       | Vardar     | Morača Sports Center, Podgorica Nézőszám: 2300 Játékvezetők: Brunner, Salah (SUI) |
| 2018. március 10. 19:30 | Raičević 10         | (12–15)     | Penezić 10 | Morača Sports Center, Podgorica Nézőszám: 2300 Játékvezetők: Brunner, Salah (SUI) |
| 2018. március 10. 19:30 | 7× 2×               | Jegyzőkönyv | 6× 3×      | Morača Sports Center, Podgorica Nézőszám: 2300 Játékvezetők: Brunner, Salah (SUI) |

| 2018. március 11. 17:00 | SG BBM Bietigheim | 27–23       | FTC-Rail Cargo Hungaria | Arena Ludwigsburg, Ludwigsburg Nézőszám: 1395 Játékvezetők: Tzaferopoulos, Bethmann (GRE) |
| 2018. március 11. 17:00 | Hundahl, Woller 5 | (16–11)     | Jovanović 7             | Arena Ludwigsburg, Ludwigsburg Nézőszám: 1395 Játékvezetők: Tzaferopoulos, Bethmann (GRE) |
| 2018. március 11. 17:00 | 1× 2×             | Jegyzőkönyv | 4×                      | Arena Ludwigsburg, Ludwigsburg Nézőszám: 1395 Játékvezetők: Tzaferopoulos, Bethmann (GRE) |

| 2018. március 11. 17:00 | Metz Handball | 35–29       | Thüringer HC | Arènes de Metz, Metz Nézőszám: 4159 Játékvezetők: Alpaidze, Berezkina (RUS) |
| 2018. március 11. 17:00 | Houette 8     | (17–19)     | Luzumová 9   | Arènes de Metz, Metz Nézőszám: 4159 Játékvezetők: Alpaidze, Berezkina (RUS) |
| 2018. március 11. 17:00 | 1× 3×         | Jegyzőkönyv | 2× 3×        | Arènes de Metz, Metz Nézőszám: 4159 Játékvezetők: Alpaidze, Berezkina (RUS) |